# Hyde Park (Londýn)

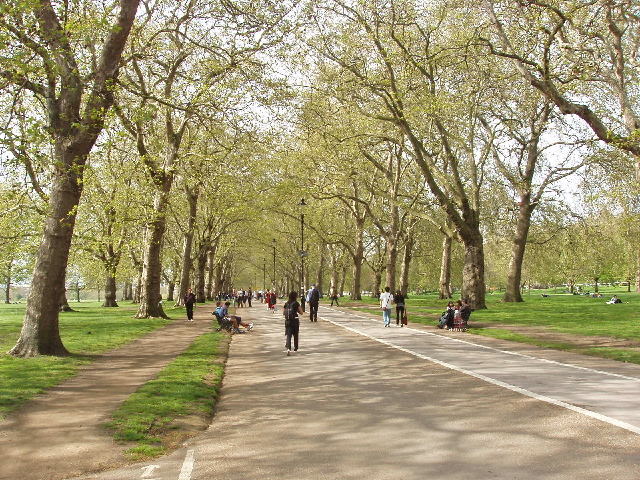
Hyde Park

Hyde Park je jeden z největších parků v centru Londýna v obvodu Westminster a jeden z královských parků v Londýně. Park je rozdělen Serpentinovým jezerem na dvě poloviny. Hyde Park sousedí s Kensingtonskými zahradami, které jsou často považovány za součást Hyde Parku. Hranici mezi oběma parky tvoří West Carriage Drive. Plocha Hyde Parku činí 1,4 km² a Kensingtonských zahrad 1,1 km².

## Historie
Nejstarší část parku patřila panství Ebury. Plocha této části byla jeden hide (plocha 0,24–0,49 km²) a z tohoto slova pochází název parku. Pozemek získal Jindřich VIII. v roce 1536 od mnichů Westminsterského opatství. Autorem většiny vybavení parku je architekt Decimus Burton.
Park byl původním místem, kde stál Křišťálový palác, navržený Josefem Paxtonem pro Velkou výstavu v roce 1851. Park se také stal dějištěm několika velkých koncertů včetně Rolling Stones (1969), Pink Floyd (1970), Queen (1976) a Red Hot Chili Peppers (2004). Později se zde konal koncert Live 8.
Svoboda projevu a demonstrace jsou klíčovými znaky Hyde Parku od 19. století. Na konci 20. století byl park známý díky velkým bezplatným rockovým koncertům kapel, jako jsou The Rolling Stones nebo Queen.

## Velká brána

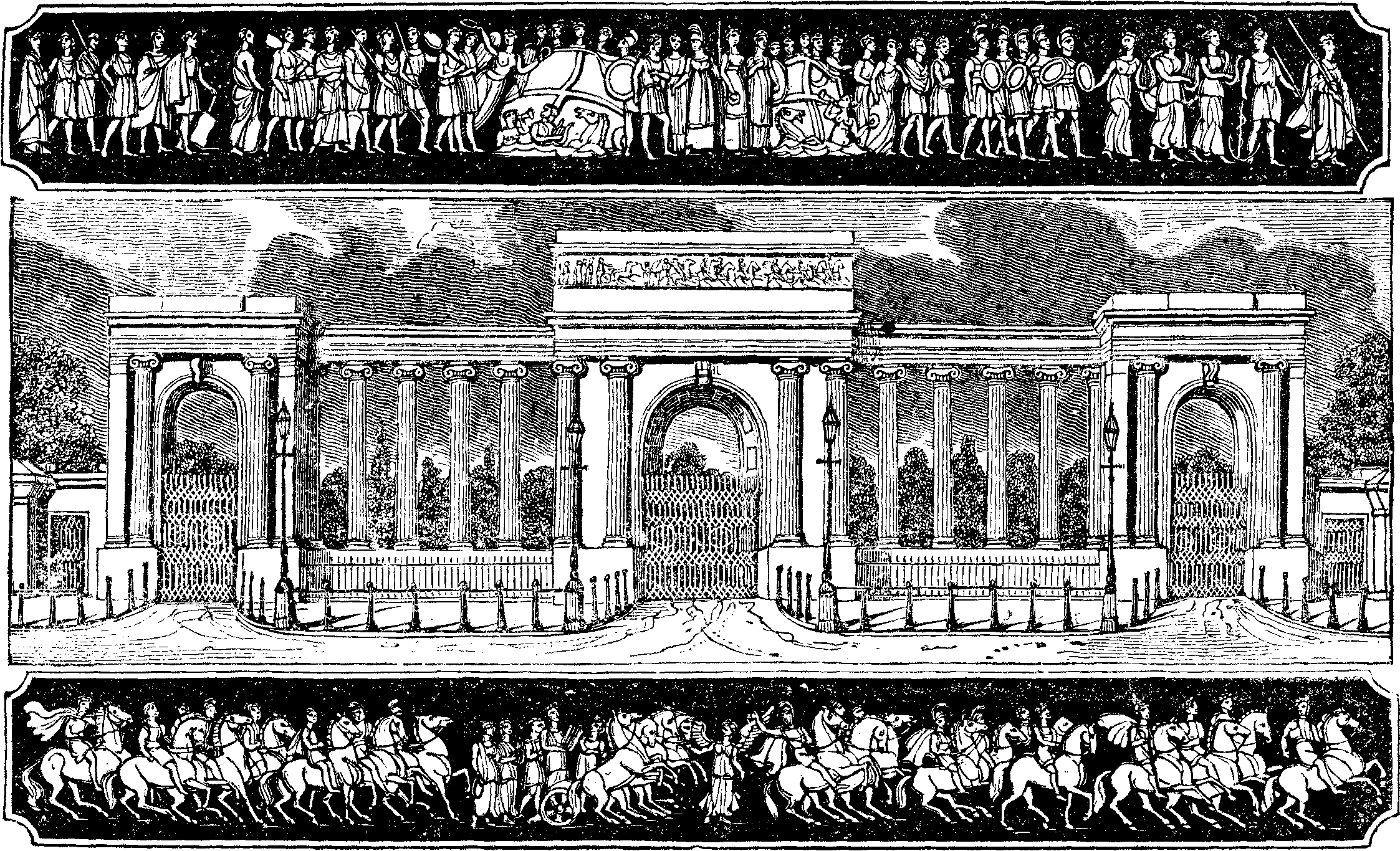
Velká brána Hyde Parku

Autorem návrhu Velké brány byl Decimus Burton. Obsahuje několik ionských sloupů se třemi oblouky pro vjezd vozidel a dvěma pro pěší. Brána je vyrobena z železa, pokryta bronzem a uchycena do pilířů kruhy z materiálů používaného pro výrobu děl. Je ozdobena řeckými zimolezovými ornamenty.

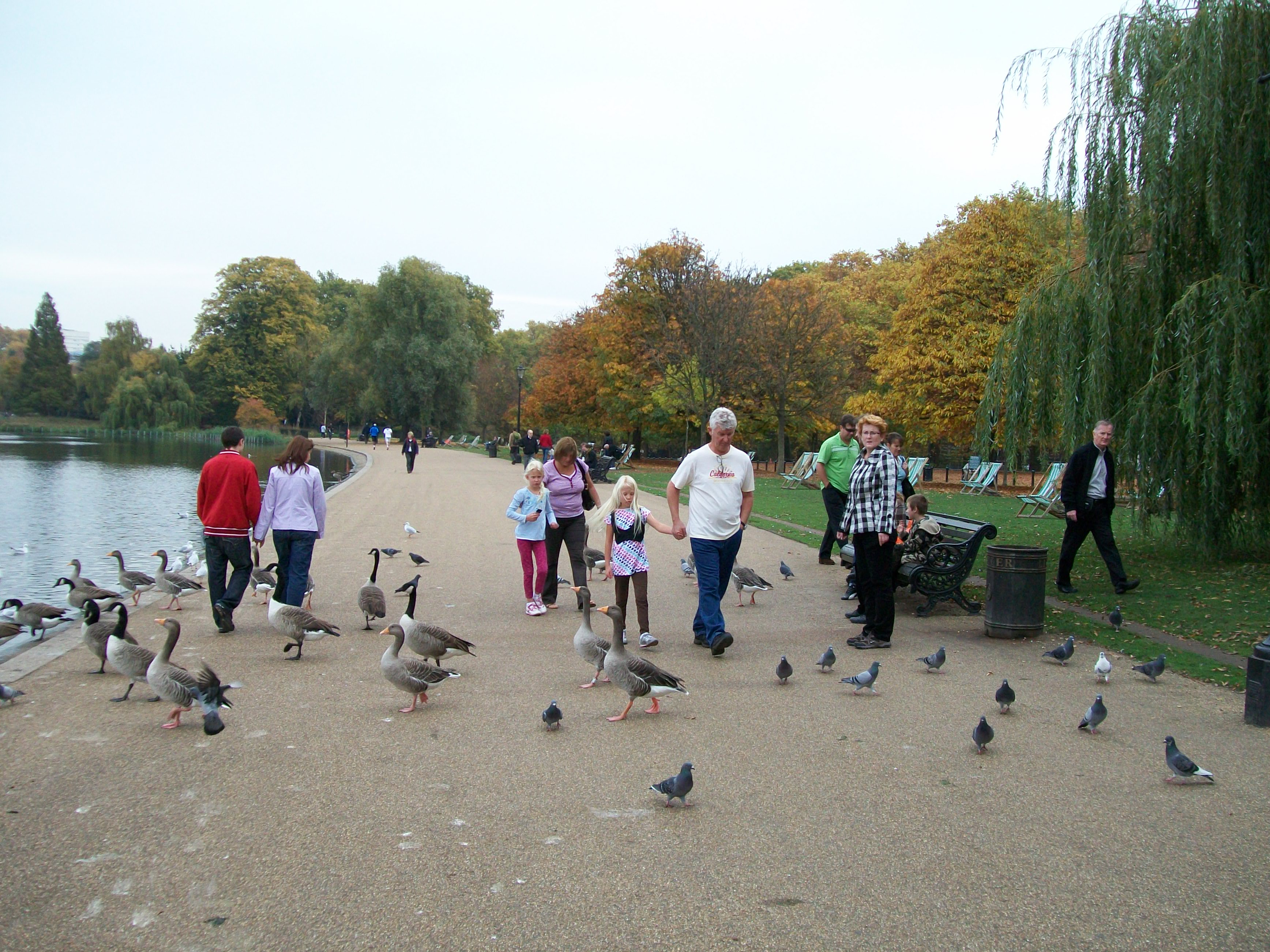
Hyde Park, procházky v parku

## Vodstvo
- Serpentine – antropogenní jezero s ostrovem a největší vodní plocha v parku.
- The Dell – potok.

## Zajímavá místa
- Speakers' Corner – veřejné prostranství, kde je povoleno vyjadřovat se na jakékoli téma. Nachází se v severovýchodní části poblíž Mramorového oblouku. Právě od tohoto místa a možnosti zde volně promluvit je odvozen i název pořadu ČT24 Hyde park.
- Rotten Row – široká dráha vytvářející jižní hranici parku, používaná dříve pro projížďky na koních.
- Hyde Park Corner – hlavní křižovatka parku na jihovýchodě.
- Památník Diany, princezny z Walesu – oválná kamenná kruhová fontána postavená na jih od Serpentinového jezera. Zpřístupněna byla 6. července 2004.
- Serpentine Bridge – památný most vedoucí přes umělé jezero Serpentine.

## Další informace
Přes Hyde park vede stezka Diana, Princess of Wales Memorial Walk.

## Související článek
- Bombový útok v Hyde Parku a Regent's Parku